# Kraftwerk Rostock
Kraftwerk Rostock er det eneste stenkulsfyrede kraftvarmeværk i det østlige Tyskland. Det er drevet af Kraftwerks- und Netzgesellschaft GmbH (KNG), beliggende i Rostock, Mecklenburg-Vorpommern, Tyskland. Konstruktionen begyndte i juni 1991, og test-kørsler og forbindelse til højspændingsnettet blev foretaget fra marts til september 1994. I oktober samme år begyndte kraftværket normal drift.
Foruden at generere 553 MW, føder værket også Rostock-distriktets fjernvarme-net. Et bemærkelsesværdigt forhold ved Kraftwerk Rostock er at det 160 meter høje køletårn også fungerer som skorsten.
I 2021 meddelte driftsselskabet, at kraftværket ville blive nedlagt senest 2030.

## Ekstern henvisning
- Kraftwerk Rostock – Officiel hjemmeside

54°08′29″N 12°07′55″Ø / 54.14139°N 12.13194°Ø
|  | Infoboks uden skabelon Denne artikel har en infoboks dannet af en tabel eller tilsvarende. |